# Taake
Taake (prononcé tau-que) est un groupe de black metal norvégien, originaire de Bergen. D'abord baptisé Thule, la formation change de nom au bout de deux ans. Taake, ou tåke dans une graphie plus moderne, signifie « brouillard » ou « brume » en norvégien. Ce nom évoque l'univers mystérieux et onirique de la musique jouée par le groupe.

## Biographie

### Débuts (1993–1998)
En 1993, Ørjan Stedjeberg (alors connu sous le nom de Ulvhedin), depuis connu comme Hoest (vieille écriture de Høst, qui veut dire automne en norvégien) forme le groupe sous le nom de Thule, en collaboration avec Svartluv. Le groupe sort deux démos, Der vinterstormene raste en 1993, et Omfavnet av svarte vinger en 1994. Avant la sortie de la démo Manndaudsvinter en 1995, le groupe change de nom pour devenir de Taake, en hommage aux montagnes brumeuses de Bergen dont Hoest est originaire. Peu après, le premier EP au format vinyle (7) est mis en circulation.  

### Trilogie (1999–2005)
Le premier album du groupe est produit par Wounded Love Records en 1999. Il s'intitule Nattestid ser porten vid et contient sept morceaux. L'album est entièrement écrit par Hoest, mais il est soutenu par un musicien de session, Tundra, qui va enregistrer la basse et la batterie. Il est enregistré entre 1997 et 1998 au Grieghallen. Nattestid est la première partie d'une trilogie. Toutes les paroles et les écritures sur le CD sont écrites en runes, et les paroles chantées en norvégien. L'album est considéré comme un classique du black metal norvégien.
La seconde partie de la trilogie, Over Bjoergvin graater himmerik (Le paradis pleure au-dessus de Bergen) est sorti en 2002. Il s'agit d'un nouvel album concept composé de 7 chansons. L'album s'articule autour du thème de la ville de Bergen, Bjoergvin étant le nom médiéval de la ville. Pour cet album, Hoest s'entoure de musiciens de session : C.Corax à la guitare, Keridwen à la basse et Mutt à la batterie.
La troisième et dernière partie de la trilogie a été produite par Dark Essence Records, un label norvégien, et est sorti en 2005. L'album est intitulé Hordalands Doedskvad (Le chant funeste du Hordaland). De nouveau, on y retrouve un album composé de 7 chansons.

### Dernières activités (depuis 2005)
À la suite de la sortie de Hordalands Doedskvad, Taake ne sort que des splits et ne joue que pour quelques festivals (le plus notoire restant le festival Hole in the Sky à Bergen). Une annonce sur le site officiel stipule que le groupe est en hiatus pour un moment. Le fait que Hoest soit en prison n'arrangeant pas les choses, le groupe restera silencieux un bon moment, d'autant plus que les événements du concert d'Essen continuent de peser sur la réputation du groupe. Finalement, Hoest annonce qu'il a terminé l'enregistrement du quatrième album de Taake, album qui sera d'ailleurs éponyme. Il sortira sous le label de Hoest, Svartekunst Produskjoner mais a été distribué par Dark Essence Records. 
En 2009, le groupe participe au Hellfest, en France.
En 2011, Hoest annonce la sortie du nouvel album Noregs Vaapen qui sera suivie d'une tournée européenne. Vers 2012, Taake est nommé pour un Spellemann Awards pour son album Noregs Vaapen. En 2013, le groupe entame une tournée pour fêter les 20 ans d'existence du groupe. Un concert a également lieu à Bergen, ville d'origine du groupe. En 2014 sort le nouvel album studio du groupe Stridens Hus. À la fin de 2015, Taake est annoncé pour une tournée nord-américaine en 2016.

## Polémiques

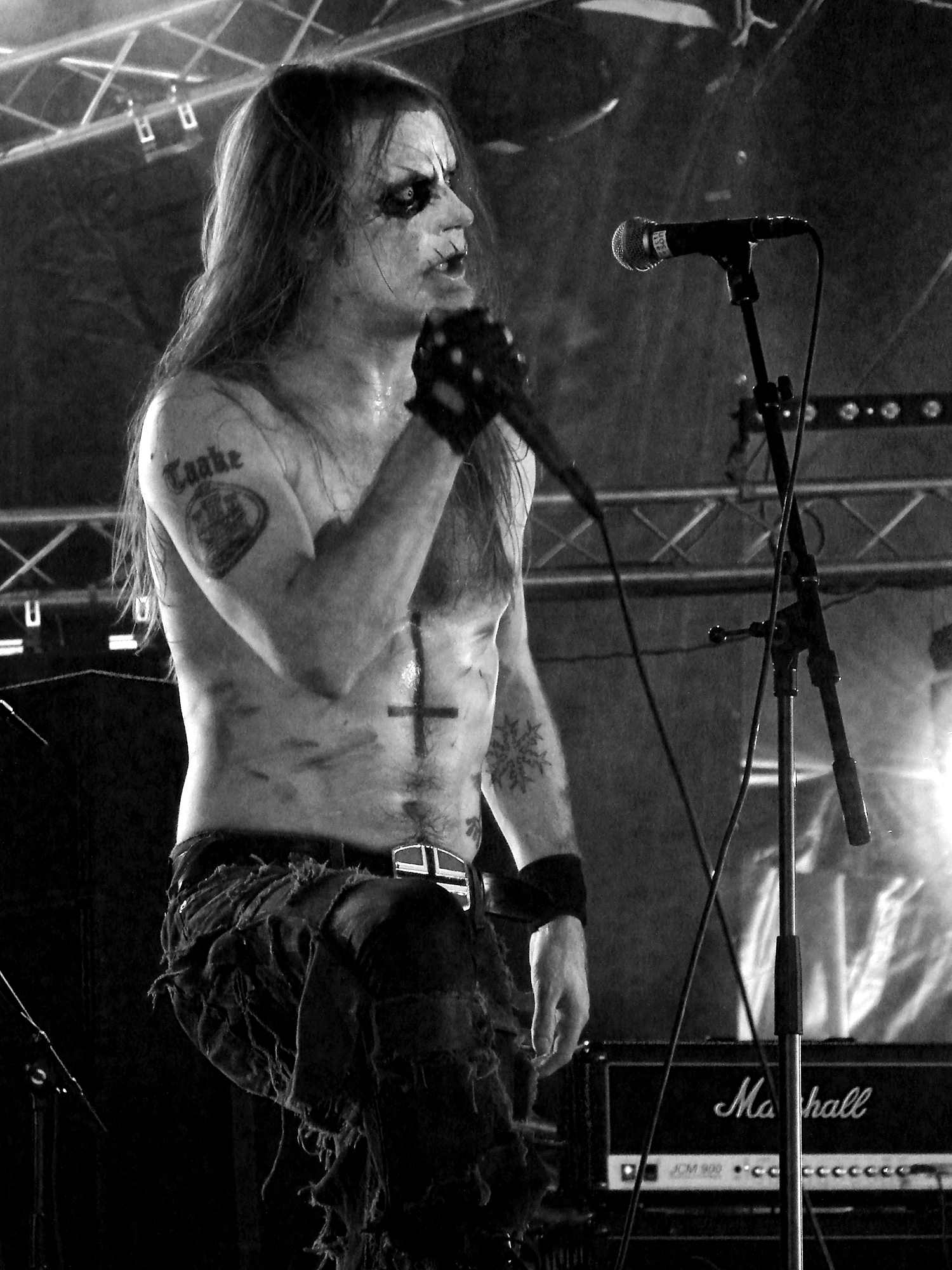
Hoest au Hellfest 2009.

En 2006, Hoest est incarcéré pour agression. 
L'ancien guitariste, C. Corax, fut lui aussi incarcéré pour avoir poignardé quelqu'un, avant de quitter la scène metal pour se tourner vers Dieu.
En mars 2007, pendant un concert à Essen, en Allemagne, Hoest apparaît sur scène avec une croix gammée peinte sur le torse. De vives protestations sont émises par les médias et par les fans bien qu'il soit admis qu'il s'agisse uniquement d'une provocation. En Allemagne, l'utilisation de la croix gammée est interdite par la loi. À la suite de cet incident, les concerts de Taake en Allemagne sont annulés et le groupe devient un ennemi public.  À la suite de l'incident, Hoest publie un premier communiqué sur son site : « [...] nous nous excusons vraiment auprès de tous nos collaborateurs qui pourraient avoir des problèmes à la suite du scandale de la swastiska d'Essen (excepté pour le sous homme propriétaire de ce club, tu peux aller sucer un musulman !) »
Plus tard, il publie un deuxième communiqué, plus précis. « Mon précédent communiqué indique clairement que je m'excuse seulement auprès de nos collaborateurs qui pourraient avoir des problèmes à la suite du scandale. Cela veut dire que je prends toute la responsabilité et devrais recevoir tous les « problèmes » moi-même. Mais quels problèmes ai-je eus ? Nous avons violé Essen pendant l'un des premiers jours de la tournée, et le monde en a été informé en quelques minutes. Pendant le reste de la tournée, j'étais une cible facile pour des agressions verbales ou physiques sur scène, près des salles ou dans les rues. On ne m'a jamais confronté. Alors continuez votre pathétique débat sur Internet, mais ne pensez pas que je vous prenne au sérieux. Par ailleurs, je n'ai jamais rien fait pour faire de Taake un « grand » groupe. J'espérais perdre quelques fans avec l'EP Nekro, et j'attends maintenant d'en perdre encore quelques-uns. »
Le 30 juillet, le site de Taake annonce que le projet d'une tournée mondiale est repoussé à la suite de « l'emprisonnement d'un certain membre du groupe ». Le 20 septembre, Hoest annonce qu'il a été relâché récemment de sa troisième incarcération pour violence : « J'ai été dénoncé à la police par un individu dont j'ai élégamment réarrangé le visage suite à son comportement inacceptable. »
En 2012, une nouvelle polémique éclate. Taake est nommé pour les Spellemann Priser dans la catégorie du meilleur album de black metal. La chanson Orkan est pointée du doigt par la critique pour les paroles Til helvete med Muhammed og muhammedanerne ("Au diable Mahomet et les musulmans"). Hoest répond que « Taake n'a jamais été un groupe politique, et nous n'encourageons ni la violence, ni le racisme. Notre point de vue, au nom de la liberté d'expression, est qu'il est honteux d'adhérer au christianisme ou à l'islam. » Le directeur des Spellemann répond : « Nous préférons préserver la liberté d'expression en Norvège, et notre juré ne compte censurer aucun contenu. »

## Membres

### Membres actuels
- Hoest - chant, guitare, paroles, basse, tous les instruments (depuis 1995)[1]

### Membres de session
- Gjermund Fredheim - basse, batterie, chant (clean) (1996-2002), guitare (depuis 2007), banjo, mandoline (sur Noregs Vaapen)[1]
- V'gandr - basse (depuis 2007)[1]
- Aindiachaí - guitare (depuis 2007)[1]
- Brodd - batterie (depuis 2014)[1]
- Frode Kilvik - basse (depuis 2015)[1]

### Anciens membres
- Haavard - basse[1]
- Svartulv - batterie (1995-1996), chant (2004, 2005)[1]
- Deathanie (alias Keridwen) - basse, guitare, piano (2000-2003 ; décédée en 2015)[1]
- Lava (Radek Nemek) - basse, guitare, chant (2002-2007)[1]
- Mord - batterie (2002-2006)[1]
- C. Corax - guitare (2002-2004)[1]
- Dreggen - guitare (2007)[1]

### Anciens membres de session
- Thurzur - Batterie (2007-2014)
- Drakhian - Guitares (Unholy Metal Crusade Tour in Germany 2001)
- Ivar Bjørnson - Guitares (Festival Hole in the Sky 2005)
- Skagg - Guitares (2007-2009), Voix (sur Myr)
- Tundra - Batterie, Basse, Chœurs (sur Nattestid ser porten vid)
- Mutt - Batterie (sur Over Bjoergvin Graater Himmerik)

### Musiciens invités
- H.V. - basse, guitare (sur Helnorsk Svartmetall)
- Ondkel Dim - voix (sur Helnorsk Svartmetall)[12]
- Discomforter - voix (sur Hordalands Doedskvad II)
- Taipan - voix (sur Hordalands Doedskvad III et VII)
- Nattefrost - voix (sur Hordalands Doedskvad I)
- Nordavind - voix (sur Hordalands Doedskvad I)
- Utflod - piano (sur Hordalands Doedskvad)
- Støver - murmures (sur Hordalands Doedskvad II)
- Steigen - Fausset (sur Hordalands Doedskvad VII)[13]
- John Boyle - Pleurs de guerre (sur Hordalands Doedskvad II)[14]
- Nocturno Culto - voix
- Attila Csihar - voix
- Demonaz Doom Occulta - voix
- Bjørnar E. Nilsen - voix, mellotron (sur Noregs Vaapen)[15]
- Necrobutcher - basse (sur Die when you die)
- Mynni "Infection" Luukkainen - voix (sur Die when you die)
- Erlend Hjelvik - voix (sur Die when you die)
- TT Atle - voix (sur Die when you die)[16]
- Niklas Kvarforth - voix[17]
- Daniel Vrangsinn - voix[18]

## Discographie

### Albums studio
- 1999 : Nattestid ser porten vid
- 2002 : Over Bjoergvin Graater Himmerik
- 2005 : Hordalands Doedskvad
- 2008 : Taake
- 2011 : Noregs Vaapen
- 2014 : Stridens Hus
- 2017 : Kong Vinter

### EP
- 2004 : Helnorsk Svartmetall (recueil de démos ; deux démos de Thule, ainsi que Manndausvinter et Koldbrann i Jesu Marg)
- 2007 : Nekro (EP)
- 2008 : Svartekunst (EP live)
- 2011 : Kveld (EP)
- 2014 : Kulde (EP)
- 2017 : Baktanker (EP)

### Compilation
- 2013 : GravKamre, Kroner og Troner (raretés)
- 2021 : Avvik